# 1177
Високе Середньовіччя  •  Золота доба ісламу  •  Реконкіста  •  Хрестові походи  •  Київська Русь

## Геополітична ситуація
Візантію очолює Мануїл I Комнін (до 1180). Фрідріх Барбаросса є імператором Священної Римської імперії (до 1190), Людовик VII Молодий королює у Франції (до 1180).
Апеннінський півострів розділений: північ належить Священній Римській імперії, середню частину займає Папська область, більша частина півдня належить Сицилійському королівству. Деякі міста півночі: Венеція, Піза, Генуя тощо, мають статус міст-республік, частина з яких об'єднана Ломбардською лігою.
Південь Піренейського півострова в руках у маврів. Північну частину півострова займають християнські Кастилія, Леон (Астурія, Галісія), Наварра та Арагонське королівство (Арагон, Барселона). Королем Англії є Генріх II Плантагенет (до 1189), королем Данії — Вальдемар I Великий (до 1182).
У Києві княжить Святослав Всеволодович (до 1181). Ярослав Осмомисл княжить у Галичі (до 1187), Ярослав Всеволодович у Чернігові (до 1198), Всеволод Велике Гніздо у Володимирі-на-Клязмі (до 1212). Новгородська республіка та Володимиро-Суздальське князівство фактично відокремилися від Русі. У Польщі період роздробленості. На чолі королівства Угорщина стоїть Бела III (до 1196).
На Близькому сході існують держави хрестоносців: Єрусалимське королівство, Антіохійське князівство, графство Триполі. Сельджуки окупували Персію та Малу Азію, в Єгипті та частині Сирії править династія Аюбідів, у Магрибі панують Альмохади, у Середній Азії правлять Караханіди та Каракитаї. Газневіди втримують частину Індії. У Китаї співіснують держава ханців, де править династія Сун, держава чжурчженів, де править династія Цзінь, та держава тангутів Західна Ся. На півдні Індії домінує Чола. В Японії триває період Хей'ан.

## Події
- Київський князь Святослав Всеволодович віддав Чернігів своєму брату Ярославу.
- Рязанські князі розграбували Москву.
- Ести напали на Псков.
- Імператор Священної Римської імперії Фрідріх Барбаросса, Ломбардська ліга та папа Олександр III підписали у Венеції мирну угоду. Фрідріх Барбаросса відмовився від претензій на Рим і визнав Олександра III папою.
- Папа римський Олександр III написав листа пресвітеру Івану, вірячи, що він насправді існує.
- Казимир II Справедливий став краківським князем і великим князем Польці після того, як з Кракова прогнали Мешко III Старого.
- Леопольд V успадкував титул герцога Австрії.
- У Норвегії загинув самопроголошений король Ейстейн III, лідер біркебейнерів. Повстанців очолив Сверрір Сігурдссон.
- Хресторосці Балдуїн IV та Рено де Шатільйон завдали поразки Салах ад-Діну в битві на горі Жизар.
- Тями розграбували столицю кхмерів Ангкор.

## Народились
- Балдуїн V — король Єрусалиму.